# Международная федерация ассоциаций изобретателей
Международная федерация ассоциаций изобретателей (ИФИА) — некоммерческая, неправительственная организация, основанная в Лондоне 11 июля 1968 изобретательскими ассоциациями Дании, Финляндии, Западной Германии, Великобритании, Норвегии, Швеции и Швейцарии. ИФИА — единственная организация, которая объединяет изобретателей во всем мире и выступает их представителем на международном уровне.

## История ИФИА
ИФИА — всемирная неправительственная организация изобретательских ассоциаций и иных организаций изобретателей, созданная в 1968 году. Её основная цель — объединение и поддержка изобретателей на международном уровне, представление их общих интересов. Миссия Федерации заключается в распространении инновационной культуры, защите интеллектуальных прав создателей и содействии в продвижении предпринимательских и изобретательских инициатив. ИФИА была основана в Лондоне в путём кооперации между представителями семи европейских стран: Дании, Финляндии, Германии, Великобритании, Норвегии, Швеции и Швейцарии. Федерация находится под непосредственным контролем Организации Объединённых Наций и наладила тесное сотрудничество с Конференцией Организации Объединённых Наций по торговле и развитию (ЮНКТАД), Всемирной организации интеллектуальной собственности (ВОИС), Организацией Объединённых Наций по промышленному развитию (ЮНИДО), Европейским патентным ведомством (ЕПВ) и Европейским альянсом по инновациям (ЕАИ). Основная часть подготовительных работ по созданию организации была выполнена двумя из 15 изобретателей-основателей, а именно д-ром Харальдом Романусом (руководитель Шведской ассоциации изобретателей) и г-ном Лейфом Нордстраном (директор Патентного ведомства Норвегии), которые составили первый Устав ИФИА.

## Что такое ИФИА
Международная федерация ассоциаций изобретателей насчитывает более чем 100 стран-членов пяти континентов. Основная цель организации — поддержка изобретателей, защита прав и представление интересов изобретателей на не дискриминационной основе и вне зависимости от территориального признака. С самого начала своей деятельности ИФИА основной задачей ставила распространение инновационной и изобретательской культуры, повышение уровня осведомленности общественности о значимых изобретениях и инновациях, укрепление статуса изобретательства и представление на международном уровне общих интересов изобретателей. Среди услуг, которые Федерация предлагает своим членам, основными являются организация международных выставок изобретений, семинары и мастер-классы по интеллектуальной собственности при участии специалистов из компетентных международных организаций. Таким образом, экспонентам и изобретателям предоставляется прекрасная возможность продемонстрировать свои изобретения, заключить сделки в целях коммерциализации своих проектов с заинтересованными организациями и инвесторами, создать социальную сеть для увеличения контактов между всеми участниками инновационного процесса. Кроме того, ИФИА проводит международную конференцию и конгресс, участвовать в которых могут все члены федерации для обмена мнениями по различным аспектам продвижения изобретательства. Источники доходов федерации формируются из членских взносов, пожертвований, спонсорских, общественных сборов или любых других средств, разрешенных законом.
Эти ресурсы выделяются и используются федерацией на социальные цели и различные мероприятия, которые необходимы для реализации поставленных задач.

## Что делает ИФИА
ИФИА объединяет изобретателей, инновационные центры, университеты, фонды, корпорации и компании для распространения культуры изобретательской и рационализаторской деятельности на международном уровне. Кроме того, членам Федерации предоставляется необходимая информация, ссылки на источники информации, а также отличные возможности для обмена своими идеями путём создания расширенной сети коммуникаций. Членам ИФИА предоставляется возможность принять участие в международных салонах изобретений и инновационных выставках, конгрессах, конференциях и форумах, организовывать международные мероприятия под эгидой ИФИА, общаться с выдающимися деятелями в области бизнеса, науки и государственного управления чтобы воспользоваться преимуществами использования профессиональных социальных сетей (Европа, Азия, арабские страны, Африка, Америка, Латинская Америка, молодёжные и женские ассоциации). Также у членов федерации есть возможность пользования центрами трансфера технологий для участия в инновационных процессах, выработке общей политики, информационно-пропагандистской деятельности и использовании логотипа и аббревиатуры ИФИА на официальных сайтах, в брошюрах и каталогах членов федерации. ИФИА также осуществляет новостную рассылку членов федерации и информацию и предстоящих событиях через свой официальный сайт, журнал и электронный бюллетень.
Федерация награждает медалями организаторов мероприятий, партнеров и послов на национальном и международном уровнях, проводит семинары и мастер-классы по интеллектуальной собственности, предоставляет профессиональные консультации по различным аспектам патентной деятельности и коммерциализации результатов интеллектуальной деятельности, размещает логотип и контактную информацию о членах Федерации на своем официальном сайте и в базе данных, выпускает справочники, путеводители, обзоры, исследования, помогает создавать изобретательские и изобретательские объединения, формировать региональные сети в разных странах.

## Партнеры ИФИА
Задачи ИФИА заключаются в повышении статуса изобретателей на национальном и международном уровнях, содействии сотрудничеству между изобретательскими ассоциациями. С этой целью ИФИА были предоставлены:
- Статус наблюдателя при Всемирной организации интеллектуальной собственности (ВОИС);
- Статус наблюдателя (специальная категория — технологии) на конференции Организации Объединённых Наций по торговле и развитию (ЮНКТАД);
- Член постоянного Консультативного комитета в Европейском патентном ведомстве (SACEPO), Мюнхен, Германия;
- Член отделения некоммерческой организации консультационного центра в системе Организации Объединённых Наций при Экономическом и Социальном Совете (ЭКОСОС);
- Стратегическое партнерство с Европейским Альянсом по инновациям (ЕАИ).

## Основные виды деятельности МФИУ
- Издание справочников, путеводителей, обзоров, исследований
- Конференции, семинары, практикумы, совещания групп экспертов, лекции
- Конкурсы и награды за изобретения
- Наглядные экспонаты, связанные с изобретателями и изобретениями
- Помощь в создании изобретательских ассоциаций
- Консультационные услуги
- Создание международных сетей изобретателей
- Продвижение изобретений через сеть Интернет.

## Самые ранние виды деятельности ИФИА
На начальном этапе своего развития ИФИА ассоциации из скандинавских стран, Германии, Великобритании, Нидерландов, Швейцарии и Франции сыграли важную роль для становления деятельности федерации. ИФИА в начале своей деятельности имела честь взаимодействовать со Всемирной организацией интеллектуальной собственности (ВОИС). ИФИА расширяла свою деятельность и включать в свои члены ассоциации из различных, преимущественно из развивающихся, стран. В ранние периоды функционирования главным вопросом на повестке дня была гармонизация национального патентного законодательства в рамках системы РСТ, вопросы о «приоритетном периоде» для патентов и авторских свидетельств. Примерно с 1975 основные вопросы касались развития образовательных программ и консультационных услуг для индивидуальных изобретателей. С 1985 акцент был сделан на том, как расширить деятельность ИФИА, по большей части в развивающихся странах. Большое количество семинаров были организованы для обсуждения вопросов, связанных с молодыми изобретателями и женщинами-изобретателями. Первая модификация Устава ИФИА произошла в 2004 году.

## Президент ИФИА
- Д-р Алиреца Растегар

## Почетный Президент
- Доктор Фараг Мусса с 2004 на неограниченное время

## Директора ИФИА
- Доктор Хусейн Хьючик от Боснии и Герцеговины 2014—2016
- Проф.-инж. Михал Сзота от Польши 2014—2016
- Г-н Леннарт Нильссон от Швеции 2014—2016

## Предыдущие Президенты
Д-р Робинсон наладил контакт со своим норвежским коллегой г-ном Лейфом Нордштрандом и вместе сформулировали первый Устав Международной федерации ассоциаций изобретателей (ИФИА).
Первый Устав был ратифицирован на заседании в Лондоне в 1968 году. Президентами ИФИА с 1968 были:
1. Д-р В. Рихардсон, Соединенное Королевство 1968—1971
2. Г-н Харальд Романус, Швеция 1971—1974
3. Д-р Фридрих Бурмистр, Германия 1974—1977
4. Г-н Лейф Нордштранд, Норвегия 1977—1982
5. Д-р Л. Вэйр, Соединенное Королевство 1982—1984
6. Торфин Розенвинж Джонсе 1984—1985
7. Г-н Бо Горан Валлин, Швеция 1985—1987
8. Г-н Кларенс П. Фледман, Швейцария 1987—1990
9. Д-р Фарадж Мусса, Швейцария 1990—2006
10. Д-р Андраш Ведрес, Венгрия 2006-2010-2014

## Членство
Согласно Уставу ИФИА, «членами Федерации являются полноправные члены, сотрудничающие члены и ассоциированные членами». Иными словами членами ИФИА могут быть изобретательские ассоциации, институты, университеты, исследовательские центры и другие организации, осуществляющие деятельность в области изобретений и инноваций.
ИФИА объединяет участников из 95 стран, таких как: Аргентина, Армения, Афганистан, Австрия, Австралия, Бангладеш, Бенин, Боливия, Босния и Герцеговина, Бразилия, Болгария, Бурунди, Камерун, Канада, Китай, Чад, Конго, Демократическая Республика Конго, Кот-д’Ивуар, Хорватия, Куба, Кипр, Чешская Республика, Дания, Доминиканская Республика, Египет, Сальвадор, Эстония, Финляндия, Франция, Грузия, Германия, Венгрия, Гонконг, Китай, Исландия, Индонезия, Индия, Иран, Индонезия, Ирландия, Япония, Ирак, Казахстан, Кения, Корея, Кувейт, Латвия, Ливан, Ливия, Макао, Македония, Малайзия, Мали, Мавритания, Монголия, Марокко, Непал, Нидерланды, Нигер, Нигерия, Норвегия, Пакистан, Перу, Палестина, Филиппины, Польша, Катар, Румыния, Россия, Саудовская, Аравия, Сенегал, Сербия, Монтенегро, Сингапур, Швеция, Швейцария, Сирия, Тайвань, Китай, Словакия, Словения, Испания, Шри Ланка, ЮАР, Судан, Танзания, Тунис, Турция, Таиланд, Того, Объединённые Арабские Эмираты, Великобритания, Уругвай, США, Вьетнам, Йемен, Зимбабве, Украина.

## Руководство
- Генеральная Ассамблея — высший управляющий орган Федерации, состоит из наиболее активных членов национальных организаций;
- Президент Федерации является управляющим директором, который избирается Генеральной Ассамблеей на 4 года;
- Исполнительный комитет определяет политику и является органом исполнительной власти, который избирается Генеральной Ассамблеей на 2 года.
- Советники Президента назначаются Президентом на 2 года, являются его ближайшими соратниками и помощниками.
- Члены Исполнительного Комитета ИФИА согласно мандату на 2014—2016: Страны-члены комитета ИФИА.

## IFIA Executive Committee
Члены комитета стран ИФИА с 2014—2016:
| Нет | Страна               | Президент                                |
| --- | -------------------- | ---------------------------------------- |
| 1   | Босния & Герцеговина | Доктор МЛАДЕН КАРИЧ                      |
| 2   | Бразилия             | Д-Р Марсело Vivacqua                     |
| 3   | Китай                | Доктор Ксюан Женг Пей                    |
| 4   | Хорватия             | Г-Н Zaran Баришич                        |
| 5   | Дания                | Миссис Виви Aekjaer                      |
| 6   | Германия             | Г-Н Винфрид Штурм                        |
| 7   | Исландия             | Миссис Elinora Инга Сигурдардоттир       |
| 8   | Индия                | Доктор Aynampudi Суббаро                 |
| 9   | Иран                 | Г-Н Хоссейн Ваези                        |
| 10  | Ирак                 | Доктор Хазим Аль-Джаббар-Daraji          |
| 11  | Южная Корея          | Мистер шин ген дя-хо                     |
| 12  | Нигер                | Доктор Хассан Идрисса Soluke             |
| 13  | Нигерия              | Г-Н Джоэл Шака Момоду                    |
| 14  | Филиппины            | Д-Р Билли Маланг                         |
| 15  | Польша               | Аспирант. Агнешка Апартаменты Mikołajska |
| 16  | Португалия           | Г-Н Фернандо Лопес                       |
| 17  | Россия               | Г-Н Дмитрий Зезюлин                      |
| 18  | Словения             | Доктор Ана Хафнер                        |
| 19  | Швеция               | Г-Н Линдквист Cenneth                    |
| 20  | Армения              |                                          |